# Julie Soyer

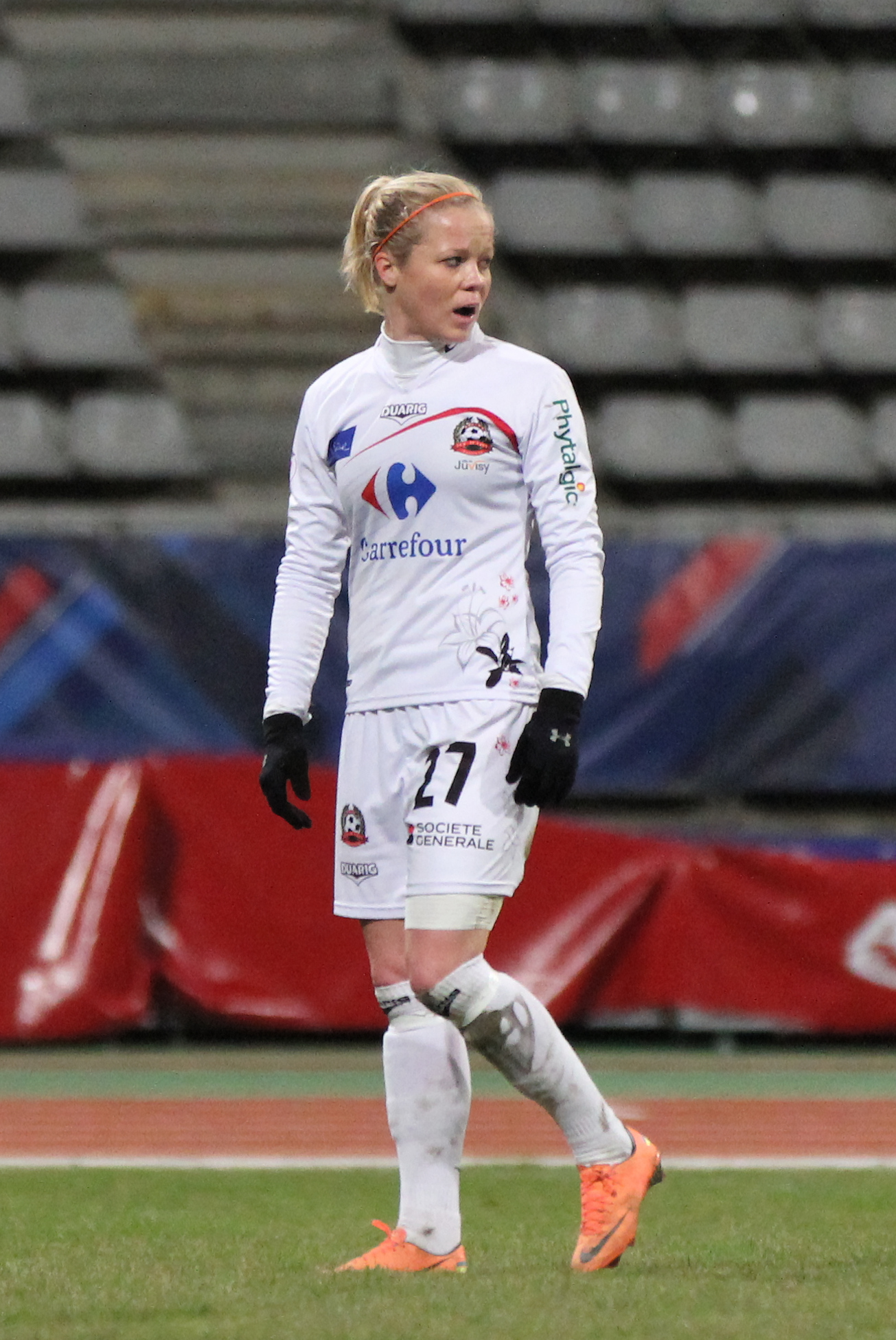
Julie Soyer, im Dezember 2012

Julie Soyer (* 30. Juni 1985 in Évreux) ist eine französische Fußballspielerin.

## Vereinskarriere
Julie Soyer spielte schon in ihrer Kindheit und Jugend bei einer Reihe von kleinen Amateurvereinen – FC Saint-Didier-des-Bois (bis 1999), Entente Saint-Pierre (bis 2000), US Mesnil-Esnard Franqueville (bis 2001) –, ehe sie nach einem Jahr beim AC Évreux 2002 Aufnahme im nationalen Ausbildungszentrum des französischen Fußballverbands in Clairefontaine fand. Mit dessen Frauschaft kam sie auch zu ersten Einsätzen in der höchsten Liga Frankreichs und wurde zur Jugendnationalspielerin (siehe unten). Unmittelbar nach ihrem 19. Geburtstag holte sie der FCF Hénin-Beaumont für die Saison 2004/05 nach Nordfrankreich, von wo sie der Spitzenklub HSC Montpellier verpflichtete; bei dem Verein aus dem Languedoc blieb Soyer von 2005 bis 2009 und entwickelte sich zu einer Abwehrspielerin, die in der Viererkette wie im defensiven Mittelfeld eingesetzt werden kann. Mit Montpellier gewann sie auch ihre ersten nationalen Titel: 2006 und 2007 wurde der MHSC jeweils Landespokalsieger; allerdings stand sie in beiden Endspielen nicht auf dem Rasen. 2009 wechselte sie zum Hauptstadtverein Paris Saint-Germain, mit dem sie 2010 den Pokal ein drittes Mal gewann – diesmal auch als Mitglied der Startelf im Finale – und für den sie drei Jahre lang spielte. Ab der Saison 2012/13 trug sie die Farben des Juvisy FCF, mit dem sie auch in der Champions League antrat und darin das Halbfinale erreichte. Seit Juvisys fusionsbedingtem Aufgehen im Paris FC (2017) spielt sie wieder für einen Verein aus Paris.

### Stationen
- FC Saint-Didier-des-Bois (bis 1999)
- Entente Saint-Pierre (1999/2000)
- US Mesnil-Esnard Franqueville (2000/01)
- AC Évreux (2001/02)
- CNFE Clairefontaine (2002–2004)
- FCF Hénin-Beaumont (2004/05)
- Montpellier HSC (2005–2009)
- Paris Saint-Germain FC (2009–2012)
- Juvisy FCF (2012–2017)
- Paris FC (2017–2024)

## Nationalspielerin
Julie Soyer wurde 2003 in Deutschland A-Jugend-Europameisterin, unter anderem gemeinsam mit Torfrau Sarah Bouhaddi, Ophélie Meilleroux, Gaëtane Thiney, Élodie Thomis, Élise Bussaglia und Laure Lepailleur; mit den beiden Letztgenannten stand sie bis 2012 auch im Verein in einer Formation. In Frankreichs U-21 bestritt sie zwischen 2005 und 2008 ebenfalls sechs internationale Begegnungen. Bruno Bini, 2003 Trainer der erfolgreichen U-19-Elf und inzwischen Nationaltrainer der französischen Frauen, hatte Soyer einige Male zu Lehrgängen eingeladen, aber ihr erstes A-Länderspiel für Frankreich ließ bis Anfang Juli 2012 auf sich warten; beim 6:0-Sieg gegen Rumänien wurde sie auch erst zur zweiten Halbzeit für Camille Abily eingewechselt. Dennoch hat Bini Julie Soyer in das französische Olympiaaufgebot für London berufen, wenn auch nur als „Nachrückerin“. Ebenso berief Trainer Bini sie in das französische EM-Aufgebot 2013, ohne sie in Schweden allerdings einzusetzen. Unter Binis Nachfolger Philippe Bergeroo wurde die Abwehrspielerin weiterhin wiederholt in den französischen Kader berufen. Auch der Bergeroo im September 2016 ablösende Olivier Echouafni hat sie bereits berücksichtigt. Insgesamt hat Soyer inzwischen zehn A-Länderspiele (noch kein eigener Treffer) bestritten. (Stand: 16. September 2016)

## Palmarès
- Französische Pokalsiegerin: 2006, 2007 (diesmal ohne eigenen Einsatz im Finale), 2010
- Europameisterschaftsteilnehmerin: 2013
- Junioreneuropameisterin: 2003